# Aéroport de Kapuskasing
L'aéroport de Kapuskasing est un aéroport situé en Ontario, au Canada. General Motors utilise le terrain pour les vérifications de ses moteurs.